# Теодор Бланк
Теодор Бланк (на немски: Theodor Blank, роден като Hugo Carl Theodor Blank) е преводач от български на немски език, фотограф и фармацевт.

## Биография
Теодор Бланк произхожда от видната германска предприемаческа фамилия Бланк. Неговият дядо, д-р Ернст Хуго Бланк (Dr. Phil. Ernst Hugo Blank, 1843–1924), първоначално работи като инженер в семейната машиностроителна фирма на своята майка Емилия Камп (Emilie Blank “Kamp, 1809–1871), известна под името „Камп и с-ие“, със седалище в град Ветер на река Рур, Германия. По-късно той става и съдружник в същата фирма През 1880 г. Ернст Хуго Бланк основава собствена верига от химически фабрики в Берлин и околностите, както и на територията на тогавашната Австро-Унгария.
Теодор Бланк е роден на 31 януари 1901 година в берлинския район Шьоненберг. Има по-малка сестра – Ирнгард (Ирми) (Henriette Agnes Irngard Schwartz “Blank). Женен е за Мария Статкова – дъщеря на Васил Статков, виден адвокат, търговец, общественик и политик от град Враца. Майка ѝ – Параскева (Кета) Статкова, родена Печеняшка, е племеница на Стефанаки Савов. От брака си с Мария Теодор Бланк има две дъщери: Хенриета и Елза.
Теодор Бланк е едва на 11 години, когато умира майка му Хенриета (Henriette Mathilde Blank „Jaeger“, 1878–1920), дъщеря на фабрикант от Нюрнберг. Като дете често боледува, поради което многократно е изпращан на лечение в швейцарски санаториуми за белодробни заболявания.
В началото на 20-те години на XX век, по настояване на баща си, Теодор Бланк се записва да следва химия в Мюнхенския университет. По време на следването си поддържа близки контакти с група български студенти, писатели, художници и учени, сред които Николай Лилиев, Владимир Полянов, Светослав Минков, Елисавета Багряна, Чавдар Мутафов, Дечко Узунов, Кирил Цонев, Никола Михов, Симеон Радев и Георги Райчев. Те са се събирали редовно в бохемското кафене „Стефани“ (Café Stefanie) в Мюнхен.
Бланк следи с интерес публикациите в българското месечно литературно-художествено списание Златорог. През 1923 г. се запознава с Мария Статкова, която по това време следва специалност пиано в Мюнхенската консерватория. 
Теодор Бланк изучава български и за няколко години става един от най-компетентните преводачи от български на немски. Той е във възторг от Пейо Яворов, когото нарича „божествен поет“. През 1924 година за кратко е сътрудник на излизащия в Мюнхен вестник „Аусландспост“, където са публикувани и няколко негови превода.
През 1925 г. Теодор Бланк полага държавен изпит и завършва висшето си образование в Мюнхен. По настояване на баща си започва работа върху дисертационен труд по химия, който обаче остава недовършен. През пролетта на 1926 г. заминава за София, където остава до края на живота си.
По-късно сключва брак с Мария Статкова, като кум на сватбата им е художникът Дечко Узунов. В професионален план Бланк работи като представител на швейцарската фармацевтична компания Хофман–Ла Рош (Hoffmann–La Roche) от Базел. За известно време е назначен в отдел „Минно дело и металургия“ към Министерството на търговията, промишлеността и труда в София. От семейните архиви става ясно, че предприема и няколко неуспешни опита за търговия с платове. След установяването си в България продължава активно да превежда от български на немски език.
Вероятно под влияние на Захари Статков – брат на съпругата му Мария и домакин на къщата, в която първоначално живеят – Теодор Бланк започва да учи руски език, воден от желанието да чете в оригинал произведенията на Пушкин, Достоевски и Толстой. Житейската му философия се оформя под въздействието на идеите на Фридрих Ницше, особено от неговия призив: „Научете се да живеете своя живот!“
През 1925 година Теодор Бланк получава официално пълномощно от редакцията на списание „Златорог“, което му дава право да превежда на немски език публикуваните в него произведения на български автори.
През 1938 година бракът между Теодор Бланк и Мария Статкова е разтрогнат. Последвалите години се оказват особено тежки за него. На 12 април 1942 година, на 41-годишна възраст, Теодор Бланк слага край на живота си. Причините за това трагично решение остават нееднозначни, а спекулациите – неизбежни.
Съществуват обаче сведения, че господството на фашизма в Германия дълбоко го е потискало. Дъщеря му, археологът Хенриета Тодорова, си спомня, че през март 1942 година баща ѝ е бил арестуван и отведен в софийския клон на Гестапо, а впоследствие е бил под наблюдение, тъй като е оказвал помощ на изселени еврейски семейства, снабдявайки ги с лекарства.
Неговият близък приятел Атанас К. Георгиев също свидетелства, че Теодор Бланк доброволно е прекратил живота си, тъй като не е могъл да понесе присъствието на хитлеристите в България и репресиите, на които е бил подложен от тях.

## Оценки
За околните Теодор Бланк е млад, буден германец с чувствителна натура – човек, който с любознателност и уважение се доближава до българската култура и литература. Благодарение на тази своя откритост, той печели доброжелателното отношение на редица български писатели, обитаващи тогавашна София. С някои от тях се познава още от студентските си години в Мюнхен, а с други – като Елин Пелин, Йордан Йовков и Асен Разцветников (псевдоним на Асен Петков Коларов) – се запознава по-късно, след пристигането си в България.
Библиотеката на Теодор Бланк съдържа издания с автографи от автори като Йордан Йовков, Ангел Каралийчев и Елисавета Багряна. Особено интересен е случаят с книга на Багряна с лично посвещение и автограф, която е запазена в библиотеката на дъщеря му Елза. Книгата е подарена на Бланк като знак на признателност за неговите преводи на нейни творби на немски език.
Владимир Полянов описва Теодор Бланк като „мило, културно и кротко момче“. В една литературна анкета, в отговор на въпроса с кои немски писатели се е запознал в Мюнхен, Полянов си спомня за Бланк като за „един много тих и кротък човек, когото никакви политики не занимаваха, занимаваше го само литературата“. В същия контекст отбелязва и че Теодор Бланк бързо се утвърждава като един от най-ревностните популяризатори на българската литература в Германия.

## Преводач
Със завиден усет към художествената стойност и културната специфика, Теодор Бланк дебютира като преводач с разкази на Йордан Йовков. Бланк успява да предаде на немски език не само фабулната линия, но и поетиката, психологическата многопластовост и моралната атмосфера на Йовковите текстове. Именно чрез тези първи преводи Теодор Бланк заявява своя стремеж не просто към езиково посредничество, а към културно разбиране и диалог – усилие, което поставя основите на дълбокото му и трайно ангажиране с българската литература. Първият му превод на немски език е разказът „Грехът на Иван Белин“ (1925 "Die Sünde des Iwan Belin") от Йовков – творба, която разкрива нравствените колизии и моралната чувствителност, характерни за Йовковото творчество. Изборът именно на този текст не е случаен: той дава възможност на Бланк да демонстрира не само езикова прецизност, но и способността си да улови дълбоко вградената етика, психологическата сложност и стилистичната сдържаност на българския разказ от междувоенния период. Така дебютът му като преводач не остава епизодичен жест, а се превръща в начало на съзнателна и последователна културна мисия.
В писмо до Мария Статкова от 14 май 1925 г. Теодор Бланк пише:
„…Защо съм се спрял тъкмо на Йовков? Много други произведения не ми бяха под ръка, но преди всичко: тук хората най-много се интересуват от прости разкази, действието на които става на село и които разказват за обикновени неща. Сложните психоанализи – тях ги знаят тук до насита. Затова Йовков ми се струва много подходящ за превод…“
Тази позиция определя не само избора му на Йовков за първи превод, но и цялостния му подход към българската литература. Бланк съзнателно избягва да превежда битова проза от края на XIX и началото на ХХ век, в която не открива отчетливо изразени общочовешки измерения. Показателно е, че извън полето на преводаческите му усилия остава и Иван Вазов – автор, когото Бланк възприема като твърде силно ориентиран към националното колективно начало, за сметка на човешката индивидуалност и универсалните морални конфликти.
Като преводач Теодор Бланк представя на немскоезичния читател почти всички водещи представители на българското разказно изкуство от 20-те години на XX век. Неговата дейност се отличава с широта, последователност и високи художествени критерии.
В публикувания през 1930 година библиографски преглед „Нови български разкази на немски“ в списание „Златорог“ се изреждат 44 разказа, за които изрично се отбелязва, че „преводите са направени именно от г-н Теодор Бланк“. Това свидетелства както за неговата преводаческа продуктивност, така и за сериозната му роля в популяризирането на българската литература сред немскоезичната публика. Най-често превежданите от него разказвачи са: Ангел Каралийчев, от когото са известни 14 публикувани и 3 непубликувани превода, Владимир Полянов (известни са 10 публикувани и 4 непубликувани произведения), Елин Пелин (известни са 11 публикувани и 2 непубликувани произведения), Йордан Йовков (известни са 2 публикувани и 5 непубликувани произведения), Г. Райчев (публикувани 4, непубликувани 1) и Св. Минков (публикувани 2, непубликувани 4). Освен това той превежда и Дора Габе (публикувани 1, непубликувани 3), Николай Райнов (публикувани 2), Ботьо Савов (публикувани 1, непубликувани 1), Панчо Михайлов (публикувани 1, непубликувани 1) и Димитър Шишманов (публикувани 1). До нас са стигнали по един непубликуван превод на разкази от Димо Сяров, Георги Стаматов, Теодосий Атанасов, Ясен Валковски (псевдоним на Асен Вълкадинов) и А. Паничерски. 
Преводаческият път на Теодор Бланк показва, че той е бил съпричастен към различни литературни течения и насоки, като: „традиционния“ реализъм на Елин Пелин, гротескно-фантастичните разкази на Светослав Минков, лирично одушевената проза на Ангел Каралийчев, трезвата аналитичност и експресионизъм на Владимир Полянов, символизма на Георги Райчев, повлияната от сецесиона проза на Николай Райнов, лирично обагреното пластично изложение на Йордан Йовков и публицистичният очерк на Теодосий Атанасов. Теодор Бланк не се страхува да превежда както големите имена на българската литература, така и част от по-малко известните автори на това време.
Не само като познавач, но и като преводач на българската литература, Теодор Бланк е самоук. По онова време липсват научни изследвания или методологически разработки, посветени на проблемите на немско-българския литературен превод. Бланк работи без предварителна академична подготовка и без институционална подкрепа, ръководен единствено от личния си усет, езиков инстинкт и културна чувствителност. Няма данни, които да сочат, че е бил запознат с по-ранните преводи на Георг Адам – фигура, чието влияние върху развитието на немско-българските преводни връзки остава ограничено и слабо документирано. В този смисъл, Бланк може да се разглежда като самостоятелен пионер в изграждането на културния мост между българската литература и немскоезичния свят.
Теодор Бланк несъмнено притежава преводачески талант и изключителен усет към езика. Той владее с финес и нюанс родния си немски, но същевременно е дълбоко запознат с българския език – не само на книжовно, но и на разговорно и културно равнище. Животът му в България, пътуванията из страната и продължителното общуване с плеяда български писатели и интелектуалци му осигуряват онази езикова интуиция и културна чувствителност, без които преводаческата дейност на високо художествено ниво е немислима. Именно това тясно съприкосновение с българската реалност му позволява да предава в превод не само смисъла на думите, но и до почувства духа на произведенията – техния ритъм, атмосфера и характерните им  стилистични особености.
В стремежа си да намери възможности за публикуване, Теодор Бланк разпилява преводите си между разнообразни периодични издания – от престижни списания до по-скромни и периферни такива, много от които днес са трудно достъпни. Това фрагментарно разпространение не позволява пълноценно осъзнаване на мащаба и стойността на неговата преводаческа дейност. Ако тези текстове бъдат събрани, критически прегледани и редактирани в едно книжно издание, те биха съставили изключително интересна и представителна антология на българската литература от 20-те години на XX век, видяна през погледа на един чуждестранен, но дълбоко съпричастен читател и тълкувател.
Без съмнение, макар и с кратък жизнен път, Теодор Бланк заема достойно и трайно място в по-новата история на немско-българските културно-литературни отношения през XX век. Неговата дейност като преводач, културен посредник и радетел за литературения диалог оставя следа, която заслужава внимание и признание и в съвременния литературен контекст.
- Мария Статкова и Теодор Бланк. Снимка в двора на семейната къща на ул. Узунджовска 10, София (фотография Захари Статков 1933 г.)
- Екслибрисът на Теодор Бланк, вероятно създаден през 20-те години на XX век в град Мюнхен, Германия, поставен върху книга от 1917 година с посвещение от родителите му
- Писмо от Теодор Бланк до Асен Разцветников с предложение за превод от немски на български език на фармацевтични рекламни материали. Държавна агенция „Архиви“ – Централен държавен архив
- Бачковският манастир. Художествена фотография от Теодор Бланк (1933)
- Художествена фотография от Теодор Бланк (1934)
- Посвещение за Теодор Бланк от Елисавета Багряна – автор на стихосбирката „Сърце човешко“